# Franciszek Kokot
Franciszek Kokot (Olesno, 24 de novembro de 1929 – Chorzów, 24 de janeiro de 2021) foi um médico nefrologista e endocrinologista polonês. Ele foi conhecido como um pioneiro da nefrologia na Europa Oriental. Kokot foi membro titular da Academia Polonesa de Ciências, tendo anteriormente servido como seu reitor.

## Morte
Morreu em 24 de janeiro de 2021, aos 91 anos, por complicações da COVID-19.